# Socket 423
Socket 423（別名：Socket W）は、Willametteコアに基づいた初期のPentium 4プロセッサで使用されるCPUソケットである。狭義には左記のとおり電子部品であるソケット自体を指すが、転じて広義には、このソケットとともに用いられた各種規格も含み、このソケットに挿すことができるCPUの仕様を言う。本項でも広義について解説する。

## 概要
2.0GHzを超えるクロックに対して、電気設計が不十分であることが明らかになったため、このCPUソケットは短命であった。インテルがSocket 423パッケージを採用したチップを出荷した期間は2000年11月から2001年8月までであり、一年にも満たない。Socket 423はSocket 478で置き換えられた。
"PowerLeap PL-P4/N"は、Socket 478向けのプロセッサをSocket 423で使用するために開発された、ソケットアダプタ型の装置である。

## 技術仕様
- ソケット形式
  - PGA-ZIF
- パッケージ
  - Organic Land Grid Array (OLGA) on Interposer (OOI) (INT2 and INT3)
- ピン数
  - 423ピン
- バスプロトコル
  - AGTL+
- FSB
  - 100MHz
  - P4バスにより、FSB400と同等。
- 電圧範囲
  - 1.0～1.85V

## 採用製品
CPU
- Intel
  - NetBurst
    - Willamette 世代

チップセット
- Intel
  - 845 Chipset
  - 850 Chipset
- VIA
  - P4X266